# David Lam
David See-Chai Lam, OC, CVO, OBC (chin. 林思齊; * 2. September 1923 in Hongkong; † 22. November 2010 in Vancouver, British Columbia) war ein kanadischer Politiker und Unternehmer. Von 1988 bis 1995 war er Vizegouverneur der Provinz British Columbia.

## Biografie
Lam, der Enkel eines Baptistenpredigers, studierte an der Lingnan-Universität in Hongkong und an der Temple University in Philadelphia, wo er mit dem MBA abschloss. Daraufhin arbeitete er im Hongkonger Finanzwesen. 1967 wanderte er mit seiner Familie nach Kanada aus und erhielt fünf Jahre später die kanadische Staatsbürgerschaft. Lam wurde ein erfolgreicher Immobilienmakler und gründete eine Investmentgesellschaft. 1982 zog er sich aus dem Geschäftsleben zurück und gründete eine wohltätige Stiftung. Er spendete mehrere Millionen Dollar für soziale Zwecke und Bildungsförderung.
Für seine karitativen Verdienste erhielt Lam die Ehrendoktorwürde der University of British Columbia, der Simon Fraser University, der Baylor University, der Königlichen Militärakademie, des Eastern College und des Hong Kong Baptist College. Generalgouverneurin Jeanne Sauvé vereidigte ihn am 9. September 1988 als Vizegouverneur von British Columbia. Dieses repräsentative Amt übte er bis zum 21. April 1995 aus. Lam war die erste Person asiatischer Herkunft, die in Kanada eine vizekönigliche Position erlangte.